# Giải Grammy cho album latin pop xuất sắc nhất
Giải Grammy dành cho Album nhạc pop Latinh xuất sắc nhất được bắt đầu trao vào năm 1984. Hạng mục này có những thay đổi về tên như sau:
- Từ năm 1984 đến năm 1991 giải được trao ở đề mục Trình diễn nhạc pop Latinh xuất sắc nhất
- Từ năm 1992 đến năm 1994 giải được trao ở đề mục Album nhạc pop Latinh xuất sắc nhất
- Từ năm 1995 đến năm 2000 giải được trao ở đề mục Trình diễn nhạc pop Latinh xuất sắc nhất
- Từ năm 2001 đến nay giải được trao ở đề mục Album nhạc pop Latinh xuất sắc nhất

## Thập niên 2000
- 2009
  - La Vida... Es un Ratico của Juanes
    - Cara B của Jorge Drexler
    - Palabras del Silencio của Luis Fonsi
    - Cómplices của Luis Miguel
    - Tarde o Temprano của Tommy Torres
- 2008
  -  El Tren de los Momentos của Alejandro Sanz
    - Papito của Miguel Bosé và nhiều nghệ sĩ
    - 12 Segundos de Oscuridad của Jorge Drexler
    - Navidades của Luis Miguel
    - Dicen Que El Tiempo của Jennifer Peña
- 2007
  -  Adentro của Ricardo Arjona
    - Lo Que Trajo El Barco của Obie Bermúdez
    - Individual của Fulano
    - Trozos de Mi Alma, Vol. 2 của Marco Antonio Solís
- 2006
  -  Escucha của Laura Pausini
    - Solo của Ricardo Arjona
    - Eco của Jorge Drexler
    - Andrea Echeverri của Andrea Echeverri
    - Citi Zen của Kevin Johansen
- 2005
  -  Amar Sin Mentiras của Marc Anthony
    - Sinverguenza của Bacilos
    - Pau-Latina của Paulina Rubio
    -  MTV Unplugged  của Diego Torres
    - El Rock de Mi Pueblo của Carlos Vives
- 2004
  -  No Es Lo Mismo của Alejandro Sanz
    - Sincero của Chayanne
    - Lo Que Te Conté Mientras Te Hacías La Dormida của La Oreja de Van Gogh
    - Natalia Laforcade của Natalia Lafourcade
    - 33 của Luis Miguel
- 2003
  -  Caraluna của Bacilos
    - Un Mundo Diferente của Diego Torres
    - Moreno của Jorge Moreno
    - Bohemio Enamorado của Donato Poveda
    - Sin Bandera của Sin Bandera
- 2002
  -  La Música de Baldemar Huerta của Freddy Fender 
    - Simplemente của Chayanne
    - "Azul" của Cristian Castro
    - Abrázame Muy Fuerte của Juan Gabriel
    - Mi Corazón của Jaci Velásquez
- 2001
  -  MTV Unplugged của Shakira
    - Mi Reflejo của Christina Aguilera
    - Oscar de la Hoya của Oscar de la Hoya
    - Vivo của Luis Miguel
    - El Alma Al Aire của Alejandro Sanz
- 2000
  -  Tiempos của Rubén Blades
    - Ni Es Lo Mismo Ni Es Igual của Juan Luis Guerra
    - MTV Unplugged  của Maná
    - Amarte Es Un Placer của Luis Miguel
    - Llegar a Tí của Jaci Velásquez

## 1990s
| Year | Winner                                            | Nominations |
| ---- | ------------------------------------------------- | --- |
| 1999 | Vuelve by Ricky Martin                            | Atado a Tu Amor by Chayanne Señor Bolero by José Feliciano Celebrando 25 Años de Juan Gabriel: En Concierto en el Palacio de Bellas Artes by Juan Gabriel Cosas del Amor by Enrique Iglesias |
| 1998 | Romances by Luis Miguel                           | Lo Mejor de Mí by Cristian Castro Me Estoy Enamorando by Alejandro Fernández Vivir by Enrique Iglesias Tango by Julio Iglesias                                                               |
| 1997 | Enrique Iglesias by Enrique Iglesias              | Emociones by Vikki Carr Americano by José Feliciano Nada Es Igual... by Luis Miguel En Pleno Vuelo by Marco Antonio Solís                                                                    |
| 1996 | Amor by Jon Secada                                | Nuestras Canciones by Adolfo Angel & Gustavo Angel Hay Amores y Amores by Rocío Dúrcal La Carretera by Julio Iglesias Cuando Los Angeles Lloran by Maná                                      |
| 1995 | Segundo Romance by Luis Miguel                    | El Camino del Alma by Cristian Castro De Mi Alma Latina by Plácido Domingo Gracias por Esperar by Juan Gabriel Vida by La Mafia                                                              |
| 1994 | Aries by Luis Miguel                              | Imáginame by María Conchita Alonso Brindo a la Vida, al Bolero, a Tí by Vikki Carr Latin Street '92 by José Feliciano Algo Más Que Amor by The Triplets                                      |
| 1993 | Otro Día Más Sin Verte by Jon Secada              | Agua Nueva by Cristian Castro Calor by Julio Iglesias Romance by Luis Miguel Ave Fénix by Raphael Puma en Ritmo by José Luis Rodríguez El Puma                                               |
| 1992 | Cosas del Amor by Vikki Carr                      | A Través de Tus Ojos by Los Bukis Amada Más Que Nunca by Daniela Romo ...Con Amor Eterno by Pandora Flor de Papel by Alejandra Guzmán                                                        |
| 1991 | "Por Qué Te Tengo Que Olvidar?" by José Feliciano | Autobiografía by Duncan Dhu Quién Como Tú by Ana Gabriel 20 Años by Luis Miguel Se Me Enamora el Alma by Isabel Pantoja                                                                      |
| 1990 | "Cielito Lindo" by José Feliciano                 | Chayanne by Chayanne Suspiros by Dyango América by Miguel Gallardo "Baila Mi Rumba" by José Luis Rodríguez El Puma                                                                           |

## 1980s
| Year | Winner                                                        | Nominations |
| ---- | ------------------------------------------------------------- | --- |
| 1989 | Roberto Carlos by Roberto Carlos                              | Cae la Noche by Dyango Soy Así by José José Sueño de Libertad by José Luis Perales Las Apariencias Engañan by Raphael |
| 1988 | Un Hombre Solo by Julio Iglesias                              | "Otra Mentira Más" by María Conchita Alonso "En Bancarrota" by Braulio Solo by Emmanuel Siempre Contigo by José José Luis Miguel '87 Soy Como Quiero Ser by Luis Miguel Lunna by Lunna Laberinto de Amor by Yolandita Monge Amar o Morir by Danny Rivera |
| 1987 | "Le Lo Lai" by José Feliciano                                 | "Pruébame" by José José "¿Cómo Te Va Mi Amor?" by Pandora Inolvidable Tito... A Mi Me Pasa lo Mismo que a Usted by Danny Rivera Yo Te Pido Amor by Yuri                                                                                                  |
| 1986 | Es Fácil Amar by Lani Hall                                    | Ya Soy Tuyo by José Feliciano "Por Ella" by José Feliciano và José José Reflexiones by José José Sólo Una Mujer by Lucía Méndez |
| 1985 | Always in My Heart (Siempre en Mi Corazón) by Placido Domingo | María Conchita by María Conchita Alonso Como Tu Quieres by José Feliciano Invítame by Johnny Secretos by José José Evolución by Menudo |
| 1984 | Me Enamoré by José Feliciano                                  | "Bésame Mucho" by Placido Domingo Lani by Lani Hall Una Aventura Llamada Menudo by Menudo Ven by José Luis Rodríguez El Puma |